# Foveosculum macenti
Foveosculum macenti là một loài tò vò trong họ Ichneumonidae.